# Anatirosis

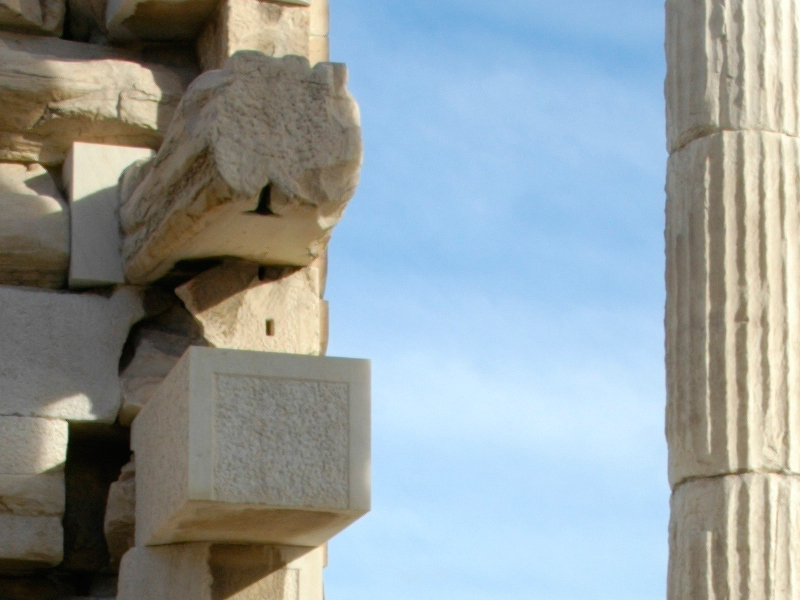
Anatirosis en un bloque de piedra restaurada, abajo, y en un bloque de piedra antigua, arriba, en el Erecteión de Atenas.

La anatirosis, o anathyrosis (en griego antiguo: ἀναϑυρόω, de ἀνα, «sobre» y ϑυρόω, «hacer hueco», o también de thyra (θύρα, «puerta») como «marco de puerta») es un término técnico arquitectónico para designar una forma de unir los extremos de los bloques de piedra. Ya que en la antigüedad los bloques de los muros se ponían directamente unos contra otros, sin el uso de argamasa, su unión tenía que ser lo más exacta posible. Para reducir la cantidad de tiempo necesaria para formar la junta, las caras de unión de los bloques se terminaban y alisaban sólo en los lados, mediante una estrecha banda exterior que era la que iba a estar en contacto con el bloque contiguo, dejando el interior ligeramente ahuecado. A continuación, para afianzar todavía más los bloques de un muro, se colocaban abrazaderas metálicas en forma de doble T entre dos bloques.
Esta técnica, que ahorraba tiempo para no tener necesidad de alisar con precisión todas las caras de unión, fue empleada con frecuencia en la construcción de muros, incluyendo la construcción de sillares, y también fue utilizada entre los tambores de las columnas. 
Esta práctica fue perfeccionada por los antiguos griegos, sobre todo en sus grandes monumentos, y más tarde se transmitiría al mundo romano, siendo utilizada ya por la arquitectura del Antiguo Egipto, donde se encuentran evidencias desde el Reino Antiguo.